# Ga Bản Thí
Ga Bản Thí là một nhà ga xe lửa tại xa Vân Thủy, huyện Chi Lăng, tỉnh Lạng Sơn. Nhà ga là một điểm của đường sắt Hà Nội - Đồng Đăng và nối với ga Bắc Thủy với ga Yên Trạch.
| Ga trước Bắc Thủy | Đường sắt Việt Nam Đường sắt Hà Nội - Đồng Đăng | Ga sau Yên Trạch |